# Валиев, Роман Газизович
Рома́н Гази́зович Вали́ев (род. 27 марта 1984) — казахстанский легкоатлет (тройной прыжок), мастер спорта Республики Казахстан международного класса(2005), участник Олимпиады в Афинах (2004), Олимпиады в Пекине (2008), Олимпиады в Лондоне (2012) , Олимпиады в Рио де Жанейро (2016)

## Биография
Роман Валиев начал заниматься лёгкой атлетикой в 1997 году. Тренер Романа — тренер-преподаватель высшего уровня квалификации высшей категории Жданов Василий Васильевич. В настоящее время Роман является ведущим казахстанским мастером тройного прыжка. Он выиграл 3 чемпионата Азии, а ещё на двух взял бронзу. С Азиады в Дохе Роман привез серебро. На внутренних соревнованиях выступает за г. Павлодар.
Является 11-кратным чемпионом Казахстана.
Р. Валиев — участник Олимпиады — 2004 в Афинах и Олимпиады — 2008 в Пекине. Получил лицензию на Олимпиады — 2012 в Лондоне.
В 2005 году закончил Павлодарский государственный университет по специальности учитель физкультуры.

### Лучшие результаты

#### на открытом воздухе
- прыжок в длину —  Бишкек (29.05.2004) — 7,87
- тройной прыжок —  Алматы (18.06.2012) — 17,20

#### в помещении
- прыжок в длину —  Патайя (13.11.2005) — 7,84
- тройной прыжок —  Усть-Каменогорск (15.02.2015) — 17,00